# 46e parallèle nord
Pour les articles homonymes, voir 46e parallèle.

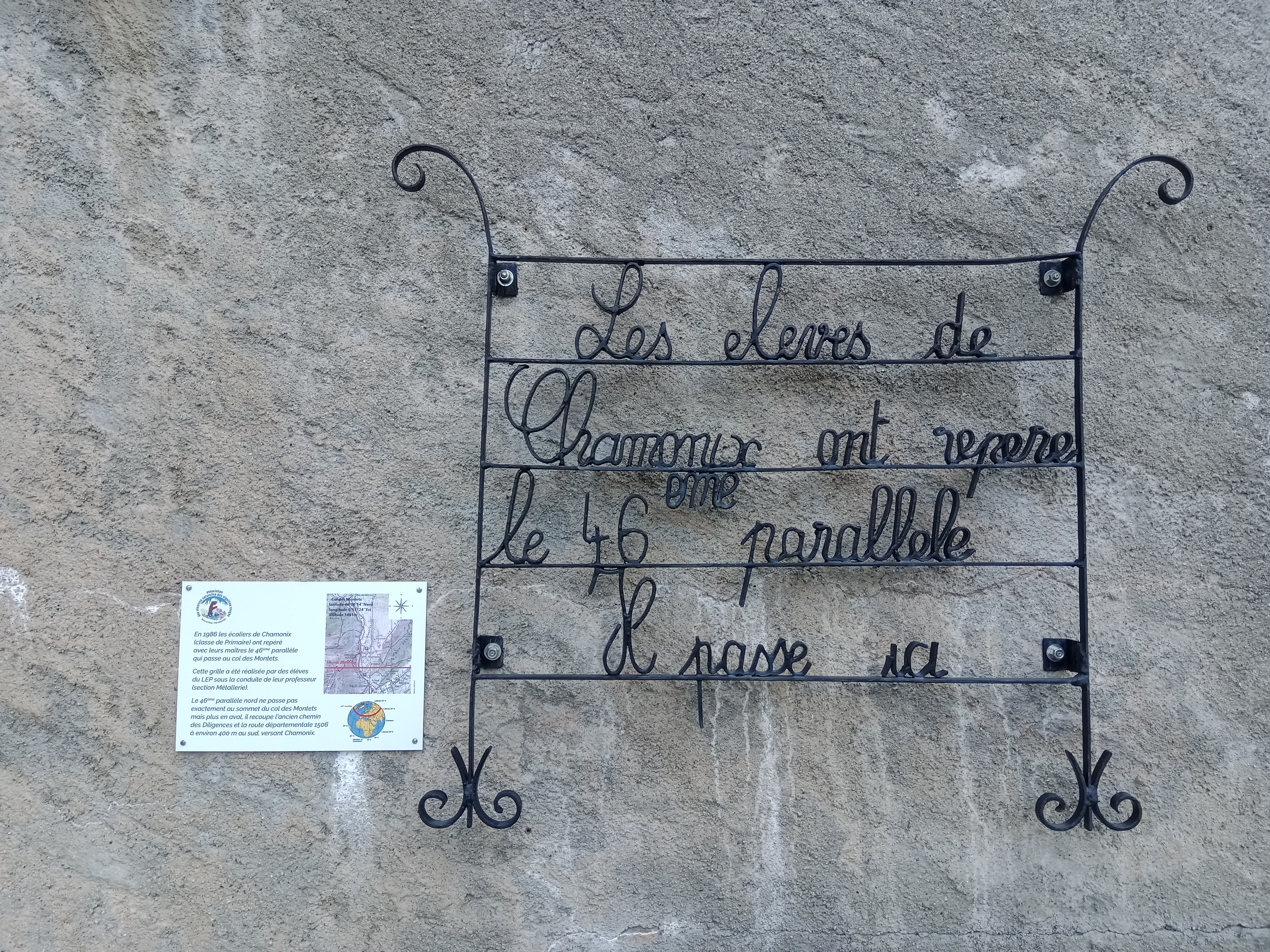
Le 46e parallèle nord au col des Montets en France.

En géographie, le 46e parallèle nord est le parallèle joignant les points de la surface de la Terre dont la latitude est égale à 46° nord.

## Géographie

### Dimensions
Dans le système géodésique WGS 84, au niveau de 46° de latitude nord, un degré de longitude équivaut à 77,463 km ; la longueur totale du parallèle est de 27 887 km, soit environ 69,5 % de celle de l'équateur. Il en est distant de 5 096 km et du pôle Nord de 4 906 km,.

### Régions traversées
Le 46e parallèle nord passe au-dessus de mers et océans sur 46 % de sa longueur.
Le tableau ci-dessous résume les différentes zones traversées par le parallèle, d'ouest en est :
| Zone                      | Début                 | Fin                   | Longueur (km) | Notes                                                                              |
| ------------------------- | --------------------- | --------------------- | ------------- | ---------------------------------------------------------------------------------- |
| France                    | 46° 00′ N, 1° 23′ O   | 46° 00′ N, 7° 00′ E   | 649           | Île d'Oléron et continent                                                          |
| Suisse                    | 46° 00′ N, 7° 00′ E   | 46° 00′ N, 7° 53′ E   | 68            |                                                                                    |
| Italie                    | 46° 00′ N, 7° 53′ E   | 46° 00′ N, 8° 49′ E   | 72            | Traverse le lac Majeur                                                             |
| Suisse                    | 46° 00′ N, 8° 49′ E   | 46° 00′ N, 9° 01′ E   | 15            | Traverse le lac de Lugano                                                          |
| Italie                    | 46° 00′ N, 9° 01′ E   | 46° 00′ N, 13° 29′ E  | 346           | Traverse le lac de Côme                                                            |
| Slovénie                  | 46° 00′ N, 13° 29′ E  | 46° 00′ N, 15° 42′ E  | 172           | Passe au sud de Ljubljana                                                          |
| Croatie                   | 46° 00′ N, 15° 42′ E  | 46° 00′ N, 17° 18′ E  | 124           |                                                                                    |
| Hongrie                   | 46° 00′ N, 17° 18′ E  | 46° 00′ N, 19° 04′ E  | 137           |                                                                                    |
| Serbie                    | 46° 00′ N, 19° 04′ E  | 46° 00′ N, 19° 09′ E  | 6             |                                                                                    |
| Hongrie                   | 46° 00′ N, 19° 09′ E  | 46° 00′ N, 19° 12′ E  | 4             |                                                                                    |
| Serbie                    | 46° 00′ N, 19° 12′ E  | 46° 00′ N, 19° 14′ E  | 3             |                                                                                    |
| Hongrie                   | 46° 00′ N, 19° 14′ E  | 46° 00′ N, 19° 18′ E  | 5             |                                                                                    |
| Serbie                    | 46° 00′ N, 19° 18′ E  | 46° 00′ N, 20° 22′ E  | 83            |                                                                                    |
| Roumanie                  | 46° 00′ N, 20° 22′ E  | 46° 00′ N, 28° 06′ E  | 599           |                                                                                    |
| Moldavie                  | 46° 00′ N, 28° 06′ E  | 46° 00′ N, 28° 55′ E  | 63            |                                                                                    |
| Ukraine                   | 46° 00′ N, 28° 55′ E  | 46° 00′ N, 30° 22′ E  | 112           |                                                                                    |
| Mer Noire                 | 46° 00′ N, 30° 22′ E  | 46° 00′ N, 33° 37′ E  | 252           |                                                                                    |
| Ukraine                   | 46° 00′ N, 33° 37′ E  | 46° 00′ N, 34° 51′ E  | 96            | Crimée                                                                             |
| Mer d'Azov                | 46° 00′ N, 34° 51′ E  | 46° 00′ N, 37° 56′ E  | 239           |                                                                                    |
| Russie                    | 46° 00′ N, 37° 56′ E  | 46° 00′ N, 48° 55′ E  | 851           |                                                                                    |
| Mer Caspienne             | 46° 00′ N, 48° 55′ E  | 46° 00′ N, 52° 55′ E  | 310           |                                                                                    |
| Kazakhstan                | 46° 00′ N, 52° 55′ E  | 46° 00′ N, 82° 30′ E  | 2 292         | Traverse la mer d'Aral et le lac Balkhach                                          |
| Chine                     | 46° 00′ N, 82° 30′ E  | 46° 00′ N, 91° 00′ E  | 658           | Xinjiang                                                                           |
| Mongolie                  | 46° 00′ N, 91° 00′ E  | 46° 00′ N, 116° 18′ E | 1 960         |                                                                                    |
| Chine                     | 46° 00′ N, 116° 18′ E | 46° 00′ N, 133° 41′ E | 1 347         |                                                                                    |
| Russie                    | 46° 00′ N, 133° 41′ E | 46° 00′ N, 137° 51′ E | 323           | Kraï du Primorie                                                                   |
| Mer du Japon              | 46° 00′ N, 137° 51′ E | 46° 00′ N, 141° 58′ E | 319           |                                                                                    |
| Russie                    | 46° 00′ N, 141° 58′ E | 46° 00′ N, 142° 07′ E | 12            | Sakhaline                                                                          |
| Mer d'Okhotsk             | 46° 00′ N, 142° 07′ E | 46° 00′ N, 149° 56′ E | 606           |                                                                                    |
| Russie                    | 46° 00′ N, 149° 56′ E | 46° 00′ N, 150° 13′ E | 22            | Ouroup, îles Kouriles                                                              |
| Océan Pacifique           | 46° 00′ N, 150° 13′ E | 46° 00′ N, 123° 56′ O | 6 650         |                                                                                    |
| États-Unis                | 46° 00′ N, 123° 56′ O | 46° 00′ N, 85° 37′ O  | 2 968         | Oregon, Washington, Idaho, Montana, Dakota du Nord, Minnesota, Wisconsin, Michigan |
| Lac Michigan              | 46° 00′ N, 85° 37′ O  | 46° 00′ N, 85° 00′ O  | 48            |                                                                                    |
| États-Unis                | 46° 00′ N, 85° 00′ O  | 46° 00′ N, 83° 30′ O  | 116           | Michigan (péninsule supérieure et île Drummond)                                    |
| Lac Huron                 | 46° 00′ N, 83° 30′ O  | 46° 00′ N, 82° 13′ O  | 99            | North Channel (passe juste au nord des îles Cockburn et Manitoulin)                |
| Canada                    | 46° 00′ N, 82° 13′ O  | 46° 00′ N, 70° 17′ O  | 924           | Ontario, Québec                                                                    |
| États-Unis                | 46° 00′ N, 70° 17′ O  | 46° 00′ N, 67° 47′ O  | 194           | Maine                                                                              |
| Canada                    | 46° 00′ N, 67° 47′ O  | 46° 00′ N, 64° 00′ O  | 293           | Nouveau-Brunswick, Nouvelle-Écosse (sur 2 km)                                      |
| Détroit de Northumberland | 46° 00′ N, 64° 00′ O  | 46° 00′ N, 62° 54′ O  | 85            |                                                                                    |
| Canada                    | 46° 00′ N, 62° 54′ O  | 46° 00′ N, 62° 28′ O  | 34            | Île-du-Prince-Édouard                                                              |
| Détroit de Northumberland | 46° 00′ N, 62° 28′ O  | 46° 00′ N, 61° 33′ O  | 71            |                                                                                    |
| Canada                    | 46° 00′ N, 61° 33′ O  | 46° 00′ N, 59° 51′ O  | 132           | Nouvelle-Écosse (île du Cap-Breton)                                                |
| Océan Atlantique          | 46° 00′ N, 59° 51′ O  | 46° 00′ N, 1° 23′ O   | 4 529         |                                                                                    |

### Villes
Les principales villes situées à moins d'un demi-degré de part et d'autre du parallèle sont :
- Slovénie : Ljubljana

## Frontière
Aux États-Unis, le 46e parallèle nord définit une partie de la frontière entre les États d'Oregon et de Washington.